# Anto Drobnjak
Anto Drobnjak (kyrillische Schreibweise: Анто Дробњак; * 21. September 1968 in Bijelo Polje, SFR Jugoslawien) ist ein ehemaliger jugoslawischer, später serbisch-montenegrinischer, Fußballspieler auf der Position eines Stürmers und jetziger montenegrinischer Fußballtrainer und -funktionär.
Nach dem Karrierebeginn in seiner Heimat führte es ihn über Frankreich und Japan zurück nach Frankreich, wo er seine Karriere als Aktiver ausklingen ließ. Von 2011 bis 2015 trat er unter Branko Brnović als Assistenztrainer der montenegrinischen Fußballnationalmannschaft in Erscheinung.
Sein älterer Bruder Branislav Drobnjak (* 1961) war ebenfalls Fußballspieler und war unter anderem in Österreich aktiv.

## Vereinskarriere

### Karrierebeginn beim FK Jedinstvo Bijelo Polje
Anto Drobnjak wurde am 21. September 1968 in der Kleinstadt Bijelo Polje im Nordosten Montenegros geboren, wo er auch aufwuchs und seine Laufbahn als Fußballspieler begann. Hier kam er anfangs in den Nachwuchsmannschaften des Lokalvereins FK Jedinstvo Bijelo Polje zum Einsatz und stieg in der Saison 1986/87 zur Herrenmannschaft auf. In dieser Spielzeit brachte er es für den jugoslawischen Drittligisten auf fünf für ihn persönlich torlose Meisterschaftseinsätze. Mit der Mannschaft rangierte er in der Endtabelle auf dem dritten Platz hinter dem OFK Igalo (Zweiter) und dem FK Mladost (Erster). In der nachfolgenden Spielzeit 1987/88 konnte Drobnjak nicht nur seine Einsatzzeiten verbessern, sondern kam auch bereits des Öfteren zum Torerfolg. Nach 24 Ligaspielen und sieben -treffern rangierte er im Endklassement der jugoslawischen Drittklassigkeit mit dem FK Jedinstvo Bijelo Polje auf dem zweiten Tabellenplatz hinter dem FK Bokelj Kotor und schaffte damit nur knapp nicht den Aufstieg in die nächsthöhere Spielklasse. Einen Leistungseinbruch musste der großgewachsene Stürmer daraufhin in der Saison 1988/89 verzeichnen, als er es auf lediglich 14 Ligaeinsätzen brachte und nur einmal zum Torerfolg kam. Der siebente Platz in der Liga war sinnbildlich für diese Leistung. In der darauffolgenden Drittligaspielzeit 1989/90 wurde Drobnjak jedoch zum Torgaranten. Mit seinen 19 Toren aus 27 Spielen machte er auch die Verantwortlichen in den oberen Ligen auf sich aufmerksam, auch wenn es sein Team im Endklassement lediglich auf den achten Tabellenplatz brachte.

### Wechsel in die höchste jugoslawische Fußballliga
Nach der Auflösung der Sozialistischen Föderativen Republik Jugoslawien verpflichtete ihn der amtierende jugoslawische Meister und zugleich Rekordmeister FK Roter Stern Belgrad noch in der Sommerpause vor der Saison 1992/93. Beim Verein in der nunmehrigen Bundesrepublik Jugoslawien kam Drobnjak unter dem erfahrenen Trainer Milan Živadinović, einem ehemaligen Schützling von Hugo Ruševljanin, als Stammspieler im Angriff zum Einsatz. Dabei kam er in 35 der 36 Ligaspiele in dieser Saison zum Einsatz und steuerte 22 Treffer bei. Mit diesen wurde er, zusammen mit Vesko Mihajlović vom FK Vojvodina, der es auf ebenso viele Treffer brachte, Torschützenkönig der Prva liga SR Jugoslavije. Im Endklassement rangierte er mit der Mannschaft hinter dem in dieser Spielzeit übermächtigen Stadtrivalen FK Partizan Belgrad auf dem zweiten Tabellenplatz.
Diese Platzierung erreichte er mit dem Rekordmeister auch in der nachfolgenden Saison 1993/94, als es der Angriffsspieler auf 17 Tore bei 29 Ligaauftritten brachte. Während es das Team 1992/93 noch bis ins Finale des Fußballpokals der Bundesrepublik Jugoslawien geschafft hatte und dort den Lokalrivalen Partizan Belgrad erst im Rückspiel im Elfmeterschießen bezwang, scheiterte Roter Stern 1993/94 bereits im Halbfinale gegen Partizan. Drobnjak war es auch, der Roter Stern im Pokalrückspiel 1992/93 noch im Rennen hielt, nachdem er in 50. Spielminute zur 1:0-Führung trat, selbst aber nach 79 absolvierten Minuten nach Gelb-Rot das Spielfeld frühzeitig verlassen musste. Aufgrund seiner herausragenden Offensivleistungen in der höchsten Fußballliga des Landes wurden auch diverse internationale Klubs auf den 1,86 m großen Stürmer aufmerksam. Vor allem in Frankreich hatte man ein Auge auf den kopfballstarken Drobnjak geworfen.

### Erste Jahre in Frankreich
Kurz nach der Ermordung des ehemaligen Klubpräsidenten Jean-François Filippi wechselte Drobnjak im Sommer 1994 nach Korsika, wo er beim dort ansässigen SC Bastia unter Vertrag genommen wurde. Dort wurde er anfangs noch von Léonce Lavagne trainiert, ehe der bisherige Nachwuchstrainer Frédéric Antonetti das Traineramt beim damaligen französischen Erstligisten übernahm. In seiner Anfangszeit in Frankreich ließ er sich auch die Haare wachsen und trägt bis heute (Stand: 2017) diese schulterlange Frisur. Unter Trainer Antonetti kam Drobnjak von Beginn an als Stammspieler zum Einsatz und brachte es bei 38 möglich gewesenen Ligaspielen auf 31 Einsätze, bei denen er insgesamt zwölf Mal zum Torerfolg kam. Die Saison 1994/95 schloss er mit dem SC Bastia, der erst in der vorangegangenen Saison den Aufstieg aus der Division 2 geschafft hatte, auf dem 15. Tabellenrang ab. In der Coupe de France 1994/95 unterlag Drobnjak mit dem SC Bastia der AS Nancy mit 0:1 im Achtelfinale und schied so vom laufenden Wettbewerb aus. In der Coupe de la Ligue hingegen schaffte es der Stürmer mit dem SC Bastia bis in das Finale des Coupe de la Ligue 1994/95 und unterlag in diesem mit 0:2 gegen Paris Saint-Germain.
In der Meisterschaft 1995/96 konnte Drobnjak seine Offensivleistungen deutlich verbessern und brachte es bei Einsätzen in 36 von 38 möglich gewesenen Meisterschaftsspielen auf eine Bilanz von 20 Treffern, wobei er beinahe die Hälfte aller Tore, die seine Mannschaft in dieser Spielzeit erzielte, beisteuerte. Mit dieser Trefferanzahl führte er die mannschaftsinterne Torschützenliste mit erheblichem Abstand an und rangierte in der Torschützenliste der Division 1 lediglich mit einem Tor Rückstand auf Sonny Anderson von der AS Monaco auf dem zweiten Platz. Obgleich seiner Torgefährlichkeit kam der SC Bastia abermals nicht über einen vierten Platz hinaus, was mitunter der anfälligen Defensive zuzuschreiben war. In der Coupe de France 1995/96 fand der SC Bastia ein jähes Ende, als er bereits im Erstrundenspiel, dem Zweiunddreißigstelfinale, dem Fünftligisten CS Blénod mit 0:1 unterlag. Die Coupe de la Ligue 1995/96 beendete er mit dem Team ebenfalls bereits nach dem ersten Spiel, als er im Sechzehntelfinale gegen den Le Havre AC mit 0:1 verlor.
Auch in der Saison 1996/97 setzte ihn Trainer Antonetti als Stammspieler im Angriff des korsischen Vereins ein, wobei er es bei 33 Meisterschaftseinsätzen auf 18 Tore brachte, womit er abermals zu den torgefährlichsten Spielern der Liga zählte. Nur fünf Spieler erzielten in dieser Spielzeit mehr Tore als Drobnjak; innerhalb der Mannschaft war er abermals mit Abstand der beste Torschütze. Dies brachte ihm zunehmende Aufmerksamkeit in der eigenen Liga, sowie im europäischen Ausland, woraufhin er von diversen Teams umworben wurde. Am Saisonende konnte er sich mit Bastia nach zwei schlechtplatzierten Jahren in Folge von der hinteren Tabellenhälfte lösen und rangierte auf dem siebten Platz, was einen Startplatz im UEFA Intertoto Cup 1997 bedeutete. Im französischen Pokal schaffte es der Angriffsspieler mit seiner Mannschaft 1996/97 bis ins Sechzehntelfinale, in dem das Team erst im Elfmeterschießen dem Ligakonkurrenten OGC Nizza unterlag. Ebenfalls erst im Elfmeterschießen stieg das Team noch im ersten Spiel der Coupe de la Ligue 1996/97 aus. Aufgrund seiner konstant starken Offensivleistung wurde Drobnjak in dieser Saison auch erstmals in die Fußballnationalmannschaft der Bundesrepublik Jugoslawien einberufen und debütierte hier unter Nationaltrainer Slobodan Santrač.

### Französischer Meister mit dem RC Lens
Noch vor dem Start der Division 1 1997/98 wechselte Drobnjak innerhalb der französischen Erstklassigkeit zum RC Lens, der die abgelaufene Saison auf dem 13. Rang beendet hatte. Hier kam er unter Daniel Leclercq als Mittelstürmer zum Einsatz, begleitet an den Flügen unter anderem von Vladimír Šmicer und Tony Vairelles. Auch der früh verstorbene Marc-Vivien Foé gehörte zu seinen damaligen Teamkameraden, sowie diverse weitere Nationalspieler. Unter Leclercq startete Drobnjak wie gewohnt als Stammspieler im Angriff und war dabei vor allem zu Beginn der Saison zumeist von Anfang an und über die volle Spieldauer im Einsatz. Seine ersten Ligatreffer für den RC Lens gelangen ihm im vierten Saisonspiel, einem 3:2-Auswärtssieg über Olympique Marseille, wobei er alle drei Treffer seines Teams beisteuerte. Nach zehn Spielen ohne Torerfolg traf der 1,86 m große Stürmer erst wieder in der 15. Runde und erzielte nur eine Runde später erneut einen Hattrick. Beim 5:4-Heimsieg über die AS Cannes erzielte er all seine Treffer zwischen der 11. und 22. Spielminute und verhalf dem Team zu einer frühen 4:0-Führung, welche die AS Cannes aber in der zweiten Hälfte aufholte und Lens das Spiel erst durch den zweiten Treffer von Stéphane Ziani für sich entschied. Vor allem im sehr erfolgreichen letzten Saisondrittel steuerte der Montenegriner noch einige wichtige Tore bei und verhalf dem Klub zum ersten Meisterschaftstitel in der höchsten französischen Spielklasse in der Vereinsgeschichte. Mit 14 Treffern aus 32 Ligaeinsätzen führte er die mannschaftsinterne Torschützenliste noch vor Vairelles mit neun Toren und Šmicer mit sieben Toren an. In der Torschützenliste der Division 1 rangierte er zusammen mit Lilian Laslandes von Girondins Bordeaux auf dem vierten Platz. Nur Victor Ikpeba (16 Tore), David Trezeguet (18 Tore; beide AS Monaco) und Stéphane Guivarc’h von der AJ Auxerre (21 Tore) kamen auf eine noch bessere Torbilanz.
In der Coupe de France 1997/98 schafften es die Nordfranzosen nach 1948 und 1975 wieder bis ins Finale, scheiterten dort aber wie in den beiden letztmaligen Finalteilnahmen nur knapp. Diesmal unterlagen sie Paris Saint-Germain mit 1:2; auch ein später Anschlusstreffer durch Vladimír Šmicer konnte nicht die Wende für Lens bringen. Auch in der Coupe de la Ligue 1997/98 unterlag das Team aus der einstigen Bergbaustadt dem Team aus der Pariser Vorstadt. Im Halbfinale scheiterte Lens ebenfalls mit 1:2, wobei Paris Saint-Germain auch das nachfolgende Finalspiel gegen Girondins Bordeaux im Elfmeterschießen für sich entscheiden konnte.

### Als Nationalspieler nach Japan
Am Champions-League-Abenteuer mit dem RC Lens war Drobnjak nicht mehr beteiligt. Nach dem Ende der Saison 1997/98 verließ er Europa, um im Fußballsport in Asien mitzumischen. Sein Ex-Trainer bei Bastia, Frédéric Antonetti, war es, der ihn nach Japan zu Gamba Osaka holte, nachdem er kurz davor das Traineramt von Friedl Koncilia übernommen hatte. Im Spieljahr 1998 war er neben seinem Landsmann Nebojša Krupniković, dem Franzosen Claude Dambury, dem Kameruner Patrick M’Boma, dem Boban Babunski und dem Slowenen Amir Karić einer von sechs Legionären im sonst mit japanischen Spielern besetzten Kader von Gamba Osaka. Beim Verein aus der Stadt Suita kam er in diesem Jahr in 18 Meisterschaftsspielen zum Einsatz und steuerte acht Treffer bei. Während das Team bereits am Ende der ersten Halbserie auf dem 14. Platz rangierte, rutschte es in der zweiten Halbserie sogar auf den 16. von 18 Tabellenplätzen ab. Obwohl er es, da er erst im Sommer während der laufenden Saison zum Team gewechselt war, nur zu so wenigen Einsätzen gebracht hatte, war er, was die Tore betrifft, hinter dem Youngster Hiromi Kojima (17 Tore) der zweitbeste Torschütze im Kader. Im Kaiserpokal des Spieljahres 1998 unterlag das Team noch im ersten Spiel in der dritten Runde mit 1:2 gegen Montedio Yamagata. Im Gegensatz dazu lief es für die Mannschaft im J.League Cup des Jahres 1998 kaum besser. Nach vier Gruppenspielen schied die Mannschaft als Zweiter der Gruppe C vom laufenden Turnier aus. Für die Fußball-Weltmeisterschaft 1998, in der es die BR Jugoslawien, bis ins Achtelfinale schaffte, wurde Drobnjak, der bis zu diesem Zeitpunkt in unregelmäßigen Abständen in der Nationalelf zum Einsatz kam, nicht berücksichtigt.
Im Spieljahr 1999 kam Drobnjak zwischen Anfang März und Ende Mai noch in 13 Spielen der aus 15 Meisterschaftspartien bestehenden ersten Halbserie zum Einsatz, erzielte vier Tore und rangierte mit der Mannschaft auf dem zehnten Tabellenplatz. Während er am Kaiserpokal 1999 nicht mehr teilnahm, da dieser erst Ende des Jahres ausgetragen wurde und er zu diesem Zeitpunkt bereits nicht mehr im Kader war, absolvierte er zumindest Einsätze im J.League Cup 1999, in dem das Team in der zweiten Runde gegen die Kashima Antlers ausschied. Nachdem er neben Claude Dambury nur mehr der einzige Legionär war, der auch im Jahr davor beim Klub war, und auch Frédéric Antonetti nach der ersten Halbserie seinen Trainerstuhl räumen musste, kehrte der Montenegriner im Sommer 1999 wieder nach Frankreich zurück und heuerte beim gerade in die Zweitklassigkeit abgestiegenen FC Sochaux an.

### Karriereausklang in Frankreich
Beim Verein aus dem Industriestädtchen Sochaux kam er unter dem ehemaligen französischen Nationalspieler Philippe Anziani von Beginn an als Stammkraft zum Einsatz und erzielte bereits im zweiten Saisonspiel, einem 2:1-Heimsieg über den OGC Nizza am 6. August 1999, sein erstes Tor und drei Spiele später den nächsten Treffer. Nach Übernahme des Traineramtes durch Routinier Jean Fernandez Anfang September 1999 nahmen Drobnjaks Einsatzminuten kontinuierlich ab, ehe er am 25. September erstmals gar nicht im Profikader von Sochaux stand. Nach einem Kurzeinsatz im nächsten Spiel gegen ASOA Valence war er abermals zwei Spiele lang nicht im Kader, kam am 23. Oktober noch zu einem 70-minütigen Einsatz gegen die US Créteil, ehe ihn Fernandez bis zum Jahres gar nicht mehr für die Profimannschaft berücksichtigte. Erst ab Januar 2000 kam der kopfballstarke Angriffsspieler wieder in der Stammelf zum Einsatz und versäumte von den nachfolgenden sieben Ligaspielen nur eines, ehe er ab Mitte März erneut nicht mehr von Jean Fernandez berücksichtigt wurde und bis zum Saisonende nicht mehr im offiziellen Profikader stand. Zum Saisonende kam Drobnjak auf eine Bilanz von 18 von 38 möglich gewesenen Ligaeinsätzen, wobei er lediglich drei Tore erzielte. Die Mannschaft rangierte im Endklassement auf dem vierten Tabellenplatz und scheiterte nur knapp an den Wiederaufstieg in die Division 1. Während die Mannschaft in der Coupe de France 1999/2000 noch im Zweiunddreißigstelfinale im Elfmeterschießen gegen den Le Havre AC ausschied, schaffte es der FC Sochaux in der Coupe de la Ligue 1999/2000 bis ins Achtelfinale und unterlag erst dort der AS Nancy mit 1:2.
Nach einem halben Jahr ohne Profiligaeinsatz – Jean Fernandez setzte ihn auch zu Beginn der Spielzeit 2000/01 nicht ein und setzte vielmehr auf das Angriffsduo Santos/Pierre-Alain Frau – kam er am 23. September 2000 erstmals wieder zu einem Kurzeinsatz, als er als Ersatz für Santos auf den Rasen kam. In den nachfolgenden 13 Ligapartien kam er abwechselnd zu nur wenige Minuten dauernden Kurzeinsätzen oder saß ohne Einsatz auf der Ersatzbank. Danach berücksichtigte ihn Fernandez Anfang des neuen Jahres abermals nicht mehr, ehe er noch einmal kurz im Profikader von Sochaux stand, bevor er wieder drei Monate lang aus dem Profikader fiel. Das Team war dabei nahezu die gesamte Saison über auf Titelkurs und Fernandez setzte ihn erst wieder in den beiden letzten Saisonspielen für einige Spielminuten ein, als der Aufstieg in die höchste Fußballliga des Landes bereits gesichert war. Am Saisonende wurde er mit dem FC Sochaux Meister der Division 2 und stieg mit der Mannschaft in die Division 1 auf. Dabei brachte er es auf lediglich 14 Ligaauftritte mit insgesamt etwa 145 Einsatzminuten, sowie einen Treffer. In der Coupe de France 2000/01, wie auch in der Coupe de la Ligue 2000/01 schied der Montenegriner mit seinem Team bereits in der ersten Runde aus.
Obwohl die Rückkehr zur Stammkraft unter Trainer Jean Fernandez als aussichtslos galt, erfüllte Anto Drobnjak seinen Vertrag und wechselte erst im Sommer 2001 nach Auslaufen seines Vertrages den Verein. Dabei verblieb er in der Division 2 und schloss dem FC Martigues an. Martigues war erst 1999/2000 aus der Drittklassigkeit aufgestiegen und hätte als 18. von 20 Vereinen in der Saison 2000/01 auch wieder in diese absteigen müssen, wäre der FC Toulouse, sportlicher Absteiger aus der Division 1, nicht aufgrund seines Bankrotts in die drittklassige National „strafversetzt“ worden. So verblieb der FC Martigues für die Spielzeit 2001/02 in der zweithöchsten Spielklasse des Landes, wo ihn anfangs Christian Caminiti als Stammspieler in der Angriffsreihe einsetzte. Dabei gelang ihm beim ersten Saisonspiel am 8. September 2001 bei einem 3:1-Heimerfolg über die US Créteil auch sein erster Pflichtspieltreffer für Martigues. Nach einigen Wirren in der Vereinsführung – im Oktober folgte auf Caminiti der Interimstrainer Guy David, der das Team allerdings bereits wieder im Dezember verließ – gehörte er für einige Spiele nicht dem Profikader an und kehrte im November 2001 erst wieder langsam in ebendiesen zurück. Danach avancierte er unter Guy David und dessen Nachfolger Baptiste Gentili, der die Geschicke des Teams bis zum Saisonende leitete, wieder zu einem mehr oder minder torgefährlichen Stammspieler. Im Endklassement rangierte der FC Martigues auf dem letzten Platz, punktegleich mit dem ebenfalls absteigenden Klub Olympique Nîmes. Bei 38 möglich gewesenen Ligapartien hatte es der Montenegriner auf 26 Einsätze und neun Tore gebracht. Im Pokal 2001/02 schied das Team aus der industriell geprägten Hafenstadt Martigues bereits nach dem ersten Spiel, einer 1:2-Niederlage gegen den Erstligisten HSC Montpellier aus und auch im Ligapokal 2001/02 kam die Mannschaft nicht über das zweite Spiel, das Sechzehntelfinale, hinaus. Drobnjak, mittlerweile 33-jährig, beendete am Ende der Saison seine Karriere als Profifußballspieler.

## Nationalmannschaftskarriere
Sein Debüt in der Fußballnationalmannschaft der Bundesrepublik Jugoslawien gab Drobnjak am 6. Oktober 1996 bei einem 8:1-Kantersieg über die Färöern im Zuge der Qualifikation zur WM 1998. Dabei kam er in der 74. Spielminute für den dreifachen Torschützen Savo Milošević auf den Rasen. In die Nationalmannschaft einberufen wurde Drobnjak von Nationaltrainer Slobodan Santrač aufgrund seiner konstant starken Offensivleistung in Frankreich. In den beiden nachfolgenden Jahren kam der Stürmer in unregelmäßigen Abständen in der Nationalmannschaft der BR Jugoslawien zum Einsatz, dabei zumeist in freundschaftlichen Länderspielen. So nahm er mit seinem Heimatland am Carlsberg Cup 1997, einem internationalen Turnier anlässlich des Chinesischen Neujahrsfestes in Hongkong teil und absolvierte am 7. Februar 1997 ein Spiel gegen Russland, bei dem er über die volle Spieldauer am Rasen war und in Minute 39 zur 1:0-Führung traf. Die Partie endete in einem 1:1-Unentschieden.
Beim drei Tage später stattfindenden Spiel gegen Hongkong, einem 3:1-Sieg der BR Jugoslawien, war er abermals über die komplette Spieldauer im Einsatz und erzielte in Minute 17 und in Minute 32 die Tore zur 2:0- und 3:0-Führung. Nur etwa einen Monat später kam er in einem freundschaftlichen Länderspiel gegen Russland in Belgrad erneut zum Einsatz. Diesmal nur bis zur 63. Spielminute, ehe er durch Savo Milošević ersetzt wurde. Danach dauerte es ein knappes Jahr – Drobnjak war mittlerweile Spieler beim RC Lens und mit diesem auf Titelkurs – ehe er es erneut in den Nationalkader schaffte. Dabei erzielte er bei einer 1:3-Niederlage in einem Freundschaftsspiel gegen Argentinien am 24. Februar 1998 den einzigen Treffer für sein Land. Am 25. März 1998 folgte ein weiter Freundschaftsspieleinsatz gegen Kolumbien und am 22. April 1998 ein weiterer gegen Südkorea. Danach wurde er weder für die Fußball-Weltmeisterschaft 1998, in der es die BR Jugoslawien, bis ins Achtelfinale schaffte, noch für weitere Länderspiele berücksichtigt. Insgesamt war Anto Drobnjak somit in sieben Länderspielen im Einsatz und erzielte dabei vier Tore.

## Trainer- und Funktionärskarriere
Bald nach dem Ende seiner aktiven Karriere wurde Drobnjak Sportdirektor bei seinem Heimatklub FK Budućnost Podgorica. Im Jahre 2006 trainierte er nach dem Rauswurf von Trainer Branislava Milačića auch kurzzeitig als Interimstrainer die Profimannschaft. Danach blieb er noch über mehrere Jahre hinweg Sportdirektor des montenegrinischen Hauptstadtklubs, ehe er im Jahr 2011 unter dem rund ein Jahr älteren Branko Brnović, einem früheren Teamkollegen beim FK Budućnost Titograd und im Nationalteam der BR Jugoslawien, als Assistenztrainer engagiert wurde. Der bisherige Co-Trainer Brnović übernahm am 8. September 2011 das Amt von Zlatko Kranjčar, nachdem es zwischen diesem und dem Verbandspräsidenten Dejan Savićević, ein weiterer langjähriger Mannschaftskollege Drobnjaks, zu einem Zerwürfnis gekommen war. An der Seite von Branko Brnović führte Anto Drobnjak sein Heimatland in die Relegations-Playoffs der Qualifikation zur Europameisterschaft 2012. In diesen unterlagen die Montenegriner allerdings mit einem Gesamtscore von 0:3 gegen Tschechien und scheiterten damit nur knapp an einer erstmaligen EM-Qualifikation. An der Qualifikation zur Weltmeisterschaft 2014 in Brasilien scheiterte er mit seinem Heimatland noch in der Gruppenphase, die die Montenegriner als Dritter der Gruppe H hinter der Ukraine (Zweiter) und England (Erster) abschlossen. In diese Zeit fiel am 11. September 2012 auch der höchste Sieg in der noch relativ jungen Geschichte der montenegrinischen Fußballnationalmannschaft, als San Marino mit 6:0 bezwungen wurde. Montenegro galt dabei vor allem nach den ersten paar sechs Qualifikationsspiel als Favorit für eine WM-Teilnahme, das es das Team bis dahin auf vier Siege und zwei Unentschieden gebracht hatte. Von den nachfolgenden vier Länderspielen wurden jedoch drei verloren und ein weiteres gegen Polen endete in einem Remis.
Nach einer weiteren Reihe von freundschaftlichen Länderspielen startete Brnović mit Drobnjak in seinem Trainerteam am 8. September 2014 mit den Montenegrinern in die Qualifikation zur Europameisterschaft 2016. In dieser konnte man sich jedoch ebenfalls nicht gegen die Konkurrenz durchsetzen; am Ende wurde es ein vierter Platz in der Gruppe G, wobei man lediglich Liechtenstein und Moldawien hinter sich ließ. Nach der missglückten EM-Quali absolvierte das Team im Kalenderjahr 2015 noch ein Freundschaftsspiel gegen Mazedonien am 12. November 2015, das in einer 1:4-Niederlage endete. Noch im Dezember 2015 wurde das gesamte Trainerteam freigestellt, ehe zu Beginn des darauffolgenden Jahres Ljubiša Tumbaković das Traineramt bei den Montenegrinern übernahm. Noch während der laufenden EM-Qualifikation wurde Drobnjak im Juni 2015 ein weiteres Mal zum Sportdirektor beim FK Budućnost Podgorica bestellt. In dieser Position ist er bis heute (Stand: Dezember 2017) noch immer aktiv. Nach der Entlassung von François Ciccolini als Trainer des SC Bastia im Februar 2017 wurde Drobnjak, der im Besitz einer UEFA-Pro-Lizenz ist, mit seinem französischen Ex-Klub in Verbindung gebracht, nachdem er bekundet hatte, an der vakanten Trainerstelle interessiert zu sein. In weiterer Folge wurde jedoch Rui Almeida aus Portugal als neuer Trainer engagiert, nachdem sich Drobnjak offenbar erst verspätet bei den Franzosen gemeldet hatte. Auf den Portugiesen, der das Traineramt nur bis Juni 2017 innehatte, folgte der mit Anto Drobnjak bekannte Réginald Ray.

## Erfolge

### Vereinserfolge
mit dem FK Roter Stern Belgrad
- Jugoslawischer Fußballpokalsieger: 1992/93
- Vizemeister der Prva liga SR Jugoslavije: 1992/93 und 1993/94

mit dem SC Bastia
- Finalist der Coupe de la Ligue: 1994/95

mit dem RC Lens
- Meister der Division 1: 1997/98

mit dem FC Sochaux
- Meister der Division 2 und Aufstieg in die Division 1: 2000/01

### Individuelle Erfolge
- Torschützenkönig der Prva liga SR Jugoslavije: 1992/93 (22 Tore; zusammen mit Vesko Mihajlović vom FK Vojvodina)
- Zweitbester Torschütze der Division 1: 1995/96 (20 Tore; hinter Sonny Anderson von der AS Monaco mit 21 Treffern)